# Принстон
Принстон (англ. Princeton) — місто (англ. borough) та однойменний муніципалітет у США, в окрузі Мерсер штату Нью-Джерсі, за 60 кілометрів від Філадельфії і на такій же віддалі від Нью-Йорка. За переписом 2010 року населення муніципалітету становило 28 572 особи, що складається з 16 265 осіб населення колишнього містечка та 12 307 осіб з колишнього району (2010).
У Принстоні мешкали та викладали численні лавреати Нобелівської премії. Тут розміщений один із найдавніших навчальних закладів США - Принстонський університет, найстарша богословська семінарія (1813) та Принстонське кладовище.

## Історія
У 1746 році в Елізабеттауні пресвітеріанцями був заснований один із найдавніших навчальних закладів США, який 1756 року перемістили до Принстона. Нині він відомий як Принстонський університет Нью-Джерсі.

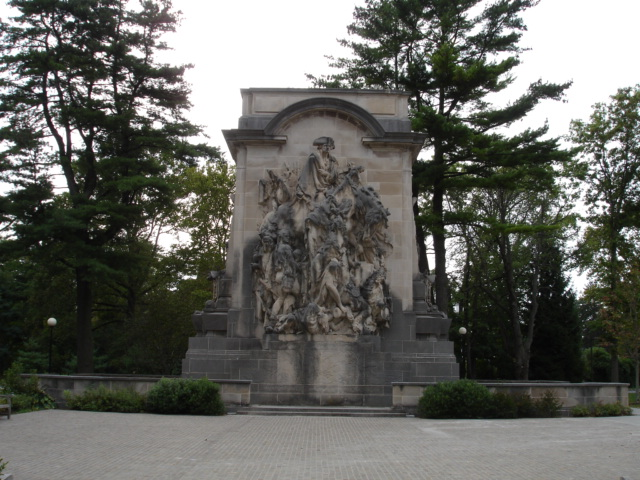
Пам'ятник битві під Принстоном 1777 р.

Перемога, здобута при Принстоні американськими військами під командуванням Джорджа Вашингтона над англійцями, яких очолював полковник Моугуда, була поворотним пунктом у Війні за незалежність.
Влітку 1783 року у Нассау Холі Принстонського університету засідав Континентальний конгрес, зробивши Принстон столицею Сполучених Штатів упродовж чотирьох місяців.

## Географія
Принстон розташований за координатами 40°21′2″ пн. ш. 74°39′34″ зх. д. / 40.35056° пн. ш. 74.65944° зх. д. (40.350461, -74.659371).  За даними Бюро перепису населення США в 2010 році місто мало площу 4,77 км², з яких 4,77 км² — суходіл та 0,00 км² — водойми. В 2017 році площа становила 47,69 км², з яких 46,46 км² — суходіл та 1,23 км² — водойми.

### Клімат
| Клімат : Принстон            | Клімат : Принстон | Клімат : Принстон | Клімат : Принстон | Клімат : Принстон | Клімат : Принстон | Клімат : Принстон | Клімат : Принстон | Клімат : Принстон | Клімат : Принстон | Клімат : Принстон | Клімат : Принстон | Клімат : Принстон | Клімат : Принстон |
| Показник                     | Січ.              | Лют.              | Бер.              | Квіт.             | Трав.             | Черв.             | Лип.              | Серп.             | Вер.              | Жовт.             | Лист.             | Груд.             | Рік               |
| Середній максимум, °C        | 3,9               | 5,9               | 10,4              | 17,1              | 22,5              | 27,6              | 30,0              | 29,0              | 25,1              | 18,8              | 12,8              | 6,5               | 17,5              |
| Середня температура, °C      | −0,8              | 0,7               | 4,9               | 10,8              | 16,1              | 21,3              | 23,9              | 23,1              | 18,9              | 12,6              | 7,3               | 1,9               | 11,8              |
| Середній мінімум, °C         | −5,6              | −4,4              | −0,7              | 4,5               | 9,7               | 15,1              | 17,9              | 17,1              | 12,8              | 6,3               | 1,8               | −2,8              | 6,1               |
| Норма опадів, мм             | 87                | 68                | 103               | 105               | 106               | 108               | 137               | 102               | 111               | 102               | 94                | 102               | 1226              |
| Вологість повітря, %         | 66.0              | 62.3              | 58.3              | 58.2              | 63.0              | 67.4              | 67.5              | 70.0              | 71.2              | 70.2              | 68.4              | 67.8              | 65.9              |
| ---------------------------- | ----------------- | ----------------- | ----------------- | ----------------- | ----------------- | ----------------- | ----------------- | ----------------- | ----------------- | ----------------- | ----------------- | ----------------- | ----------------- |
| Джерело: PRISM Climate Group |                   |                   |                   |                   |                   |                   |                   |                   |                   |                   |                   |                   |                   |

## Демографія

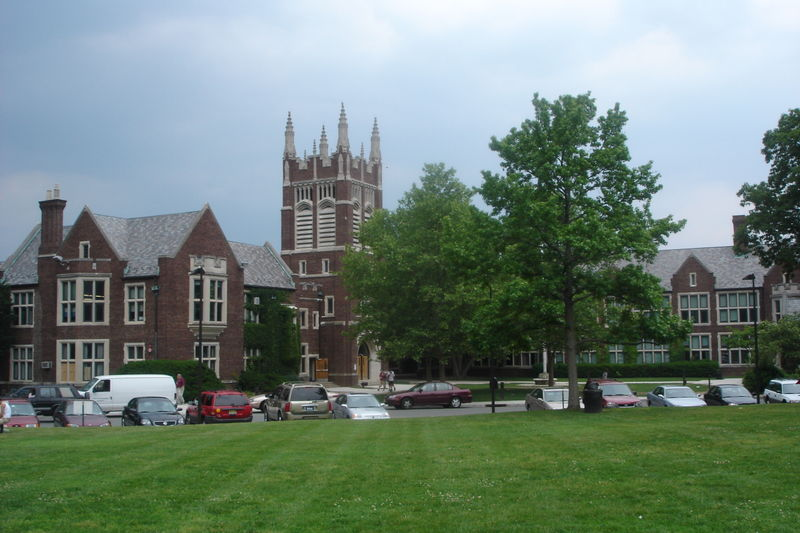
Середня школа Принстона (Princeton High School)

Згідно з переписом 2010 року, у селищі мешкало 12 307 осіб у 3161 домогосподарстві у складі 1644 родин. Густота населення становила 2578 осіб/км².  Було 3488 помешкань (731/км²).
Расовий склад населення:
| - 72,1 % — білих - 13,5 % — азіатів - 6,4 % — чорних або афроамериканців - 0,2 % — вихідців з тихоокеанських островів - 0,2 % — корінних американців - 4,1 % — осіб інших рас |

До двох чи більше рас належало 3,5 %. Частка іспаномовних становила 10,3 % від усіх жителів.
За віковим діапазоном населення розподілялося таким чином: 11,7 % — особи молодші 18 років, 78,1 % — особи у віці 18—64 років, 10,2 % — особи у віці 65 років та старші. Медіана віку мешканця становила 22,9 року. На 100 осіб жіночої статі у селищі припадало 104,5 чоловіків;  на 100 жінок у віці від 18 років та старших — 103,6 чоловіків також старших 18 років.
Середній дохід на одне домашнє господарство  становив 188 948 доларів США (медіана — 114 645), а середній дохід на одну сім'ю — 251 598 доларів (медіана — 177 386). Медіана доходів становила 100 077 доларів для чоловіків та 76 774 долари для жінок. За межею бідності перебувало 6,0 % осіб, у тому числі 3,8 % дітей у віці до 18 років та 6,0 % осіб у віці 65 років та старших.
Цивільне працевлаштоване населення становило 14 314 особи. Основні галузі зайнятості: освіта, охорона здоров'я та соціальна допомога — 45,8 %, науковці, спеціалісти, менеджери — 14,7 %, мистецтво, розваги та відпочинок — 8,2 %, фінанси, страхування та нерухомість — 7,2 %.

## Персоналії
- Поль Робсон (1898-1976) — американський співак (бас), актор.